# Rui Pregal da Cunha
Rui José Pregal da Cunha (Macau, 21 de Fevereiro de 1963) é um músico e cantor português fundador e vocalista da banda Heróis do Mar.

## Biografia
Rui Pregal da Cunha nasceu em Macau, no dia 21 de Fevereiro de 1963, tendo ido viver para Portugal com 4 anos.
Foi fundador e vocalista da banda portuguesa de pop-rock Heróis do Mar. Em conjunto com Paulo Pedro Gonçalves, seu colega na anterior banda, fundou os LX-90 que editaram o álbum 1 Revolução por Minuto. Posteriormente emigraram para Inglaterra e alteraram o nome do grupo para Kick Out of The Jams.
Em finais de 1999 foi um dos participantes no www.invisivel.pt, um álbum de música mas com características multimédia inovadoras inserido no projecto "O Homem Invisível" que contou, entre outros, com Rui Reininho.
Após longa ausência do panorama musical, Rui Pregal da Cunha cantou, em 2010, na canção "Vá Lá Senhora" da banda Os Golpes. Regressou aos concertos ao vivo participando em apresentações de grupos como Os Golpes e Nouvelle Vague.
Trabalhou em publicidade, como produtor executivo de audiovisual e, em 2012, abriu um restaurante ("Can the Can") numa homenagem às conservas nacionais e ao fado.
Em 2013 foi, juntamente com Antony Millard, Pedro Abrunhosa e Victor Varela um dos pilares de Diagnóstico: Dandy, um documentário de Luís Hipólito estreado na RTP2.
Ao longo da década de 2010, foram vários os convites a Rui Pregal da Cunha para parcerias, quer em discos (como Ala dos Namorados, Os Capitães da Areia, ou Rogério Charraz) quer em espectáculos (como Ena Pá 2000, ou Miguel Ângelo).
Em 2014, Rui Pregal da Cunha participou numa homenagem a António Variações, que completaria 70 anos, com uma actuação, a 31 de maio, no festival Rock in Rio Lisboa, juntamente com os Deolinda, os Linda Martini e Gisela João.
Em 2019, foi a voz da canção "Rapazes da Praia", o hino do centenário do Clube de Futebol "Os Belenenses", do qual é adepto.

## Discografia

### Outros

#### Participações
- 1999 - www.invisivel.pt, (CD, NorteSul)[3]
- 2010 - G, d'Os Golpes Tema: "Vá Lá Senhora"[14]
- 2010 - Ar de Rock, da banda Ar de Rock Tema: "Paixão"[15]
- 2013 - Razão de Ser, dos Ala dos Namorados[8]
- 2014 - Espelho, de Rogério Charraz Tema: "Se me perguntas a mim"[10]
- 2015 - A Viagem dos Capitães da Areia a bordo do Apolo 70, d'Os Capitães da Areia[16]

#### Compilações
- 2011 - Leopoldina - Apresenta Clássicos Infantis, Tema: "Indo eu a caminho de Viseu"[1][17]